# Moitessieria olleri
Moitessieria olleri is een slakkensoort uit de familie van de Moitessieriidae. De wetenschappelijke naam van de soort is voor het eerst geldig gepubliceerd in 1960 door Altimira.